# جوجل أدسنس
جوجل أدسنس (بالإنجليزية: Google AdSense) هو برنامج إعلاني تابع لشركة جوجل يسمح لأصحاب مواقع الويب بوضع إعلانات ادسنس علي مواقعهم عن طريقه، والإعلانات تختلف شكلا، إما تكون إعلانات مكتوبة Text Advertisements أو إعلانات مصورة Image Advertisements أو إعلانات فيديو Video Advertisement وهذه الإعلانات تخدم معلنين قد تعاقدوا مع جوجل مسبقا، بحيث يعرض جوجل إعلاناتهم بمقابل مادي يقتسمه جوجل مع أصحاب المواقع التي تظهر فيها الإعلانات.
يتم الدفع للإعلانات إما باحتساب عدد الضغطات التي قام بها الزوار Per-Click أو باحتساب عدد المرات التي ظهر فيها الإعلان على الموقع المعلن Per-impression.

## تاريخ الخدمة
بدأت شركة أوينجو Oingo عام 1998 في لوس أنجلوس، وقامت بتطوير لوغاريتم والذي هو بحث مبني على وردنت. وكانت الخدمة تتطور بقيادة جورج ميلر George Miller من جامعة برينستون Princeton University.
استبدلت أوريجو اسمها بـ Applied Semantics عام 2001، ثم قام جوجل بشرائها عام 2003 مقابل 102 مليون دولار أمريكي.

## أنواع أدسنس
1. أدسنس للمحتوى
2. أدسنس لتغذيات الويب (انتهى دعمها)
3. أدسنس للبحث تطبيقات والعاب جديد
4. أدسنس للجوال
5. أدسنس للنطاقات (الدومين)
6. أدسنس للفيديو

## كيفية عمل أدسنس
- يقوم أصحاب المواقع بتسجيل طلب للحصول على حساب أدسنس بغرض عرض الإعلانات الخاصة بشركة جوجل على مواقعهم.
- تقوم شركة جوجل بمراجعة الطلب وتحديد إذا كان الموقع يتناسب مع سياسة جوجل الإعلانية.
- إذا تمت الموافقة على الموقع يستطيع مدير الموقع الذي أصبح مشترك في برنامج أدسنس الحصول على كود جافا لعرض إعلانات أدسنس على موقعه.
- تقوم الشركات بالتعاقد مع جوجل لعرض إعلاناتها في المواقع المشتركة في برنامج أدسنس.
- يقوم جوجل بالبحث في المواقع المشتركة معه عن مواضيع ملائمة لمجالات الشركات المعلنة.
- يقوم جوجل بإظهار إعلانات الشركات في المواقع الملائمة.

## سعر الضغطات الإعلانية
لم يتحدث جوجل بأي شكل رسمي أو غير رسمي عن سعر الضغطة على الإعلانات في المواقع المختلفة. ويعتبر جوجل أسعار الضغط من أسراره التي لا يعتقد أنه قد يبوح عنها في يوم ما. وهذا أضاف قدر من القلق لدى بعض المعلنين.
لكن ذكر بعض المدونين المشاهير مثل دارين روز Darren Rowse أن جوجل يقتسم الأرباح مع أصحاب المواقع بنسبة 6:4 لصالح صاحب الموقع الإلكتروني، وأن هذا «لا يرتبط إطلاقا بنوع الإعلانات».
واجه جوجل أدسنس نقداً كبيراً من ناحية الشركات المعلنة ومن ناحية أصحاب المواقع التي يعرض عليها الإعلانات على سواء. فكما ذكر أعلاه، فإنه يتكتم بشدة على سعر الضغطة، مما أثار غضب بعض أصحاب المواقع. ومن ناحية أخرى فان بعض المعلنيين ابدوا قلقهم من أن الضغطات الكثيرة تكون أحياناً ضغطات وهمية من قبل اصحاب المواقع للكسب غير القانوني، مما يعني ان عدد قليل من الجمهور الحقيقي يزور موقع الشركة المعلن عنها.
الكثير من اصحاب المواقع تم إغلاق حسابه في أدسينس نظرا لكثرة الضغطات غير الشرعية، وننصح كذلك بقراءة سياسة جوجل أدسنس قبل البدء بالاشتراك به.

## وصلات خارجية
- جوجل أدسنس